# Towerhill House SAC
Towerhill House SAC este o arie protejată (arie specială de conservare — SAC, sit de importanță comunitară — SCI) din Irlanda întinsă pe o suprafață de 60,71 ha, integral pe uscat.

## Localizare
Centrul sitului Towerhill House SAC este situat la coordonatele 53°43′26″N 9°12′01″W / 53.723848°N 9.20024°V.

## Înființare
Situl Towerhill House SAC a fost declarat sit de importanță comunitară în ianuarie 2002 pentru a proteja un număr necunoscut de specii din flora spontană și fauna sălbatică aflate în arealul zonei. Situl a fost protejat și ca arie specială de conservare în iunie 2016.

## Biodiversitate
Situată în ecoregiunea atlantică, aria protejată nu include niciun habitat protejat.
La baza desemnării sitului se află un număr nedeclarat de specii protejate.